# OOPIC
OOPIC, es un acrónimo del inglés Object Oriented Programmable Integrated Circuit (en español, Circuito Integrado Programable Orientado a Objetos).
Fue creado por Savage Innovations, que es un microcontrolador PIC que es incluido con una IDE para programar el microcontrolador. El lenguaje que se provee es BASIC y algunas sintaxis similares a Java y C. Actualmente existen tres versiones en el mercado: OOPic-R, OOPic-S y OOPic-C, el cual es una miniatura de la versión original.